# Eva Korpelaová
Eva Korpela (* 31. října 1958 Ulricehamn) je bývalá švédská biatlonistka a běžkyně na lyžích. Pracovala jako policistka, byla členkou klubu Sollefteå SK.
Patřila k průkopnicím ženského biatlonu, který v době její aktivní kariéry ještě nebyl olympijským sportem. V celkovém hodnocení světovém poháru skončila na druhém místě v sezóně 1984/85 a vyhrála v letech 1985/86 a 1986/87 (jako první v historii dokázala prvenství obhájit). Na mistrovství světa v biatlonu na domácí půdě ve Falunu vyhrála v roce 1986 individuální závod na 10 km, získala ve své kariéře také tři stříbrné a tři bronzové medaile z MS.
Věnovala se rovněž běhu na lyžích, v letech 1987 a 1988 se stala mistryní Švédska ve štafetovém závodě.